# وارنل (جورجیا)
وارنل، جورجیا (به انگلیسی: Varnell, Georgia) یک شهر در ایالات متحده آمریکا با جمعیت ۱٬۷۴۴ نفر است که در جورجیا واقع شده‌است.

## موقعیت جغرافیایی
موقعیت جغرافیایی شهرها و مناطق اطراف به شرح زیر است: